# Милые обманщицы (телесериал)
«Ми́лые обма́нщицы» (англ. Pretty Little Liars) — американская телевизионная молодёжная драма, основанная на одноимённой серии романов писательницы Сары Шепард. Премьера телесериала состоялась на канале Freeform (в то время ABC Family) 8 июня 2010 года. Сначала было решено выпустить 10 эпизодов, но 28 июня канал решил продлить первый сезон в связи с высокими рейтингами сериала и заказал ещё 12. 4 октября 2012 года ABC Family продлил шоу на четвёртый сезон, а 26 марта 2013 года на пятый. Также было объявлено, что заказан спин-офф сериала под названием «Рейвенсвуд», который вышел в октябре 2013 года. 10 июня 2014 года, в день премьеры пятого сезона, ABC Family продлил сериал сразу на два последующих сезона. В августе 2016 года было объявлено, что седьмой сезон будет последним. В сентябре 2017 года был заказан второй спин-офф под названием «Милые обманщицы: Перфекционистки».

## Синопсис
Четыре подруги встречаются спустя год после того, как исчезла Элисон — общая подруга четвёрки. Она не просто исчезла, а прямо-таки испарилась во время одной из ночевок подруг. Вскоре Элисон находят мёртвой, а подруги начинают получать сообщения, подписанные всего одной буквой «Э». Нет ничего удивительного, что подруги прилагают все усилия для того, чтобы вычислить, кто скрывается за буквой. Однако задача оказывается не так проста. В своих посланиях незнакомец раскрывает факты, которые подруги скрывали даже друг от друга. Девушки далеко не горели желанием раскрывать свои тайны, но послания продолжают поступать, а позже друзья узнают, что являются не первыми жертвами «Э».

## Актёры и персонажи
| Актёр             | Персонаж           | Сезоны       | Сезоны       | Сезоны    | Сезоны    | Сезоны    | Сезоны    | Сезоны    | Количество серий |
| Актёр             | Персонаж           | 1            | 2            | 3         | 4         | 5         | 6         | 7         |                  |
| Тройэн Беллисарио | Спенсер Хастингс   | Регулярно    | Регулярно    | Регулярно | Регулярно | Регулярно | Регулярно | Регулярно | 160              |
| Эшли Бенсон       | Ханна Марин        | Регулярно    | Регулярно    | Регулярно | Регулярно | Регулярно | Регулярно | Регулярно | 160              |
| Люси Хейл         | Ария Монтгомери    | Регулярно    | Регулярно    | Регулярно | Регулярно | Регулярно | Регулярно | Регулярно | 160              |
| Шей Митчелл       | Эмили Филдс        | Регулярно    | Регулярно    | Регулярно | Регулярно | Регулярно | Регулярно | Регулярно | 160              |
| Саша Питерс       | Элисон Дилаурентис | Регулярно    | Регулярно    | Регулярно | Регулярно | Регулярно | Регулярно | Регулярно | 111              |
| Иэн Хардинг       | Эзра Фитц          | Регулярно    | Регулярно    | Регулярно | Регулярно | Регулярно | Регулярно | Регулярно | 125              |
| Лора Лейтон       | Эшли Марин         | Регулярно    | Регулярно    | Регулярно | Регулярно | Регулярно | Регулярно | Регулярно | 92               |
| Холли Мэри Комбс  | Элла Монтгомери    | Регулярно    | Регулярно    | Регулярно | Гость     | Гость     | Период.   | Гость     | 63               |
| Чад Лоу           | Байрон Монтгомери  | Регулярно    | Регулярно    | Регулярно | Гость     | Гость     | Период.   | Гость     | 53               |
| Джанель Пэрриш    | Мона Вондервол     | Периодически | Периодически | Регулярно | Регулярно | Регулярно | Регулярно | Регулярно | 89               |
| Тайлер Блэкберн   | Калеб Риверс       | Периодически | Периодически | Регулярно | Регулярно | Регулярно | Регулярно | Регулярно | 103              |
| Бьянка Лоусон     | Майя Сен-Жермен    | Регулярно    | Регулярно    | Гость     |           |           |           |           | 19               |

- Спенсер Хастингс (исполнитель Тройэн Беллисарио) — воспитанная девушка из богатой семьи, хорошо учится, увлекается спортом. Имеет «привычку» влюбляться и уводить парней у старшей сестры. Родители постоянно ожидают от неё чего-то, что часто мешает ей нормально жить. Встречалась с Алексом. В настоящий момент встречается с Тоби, но в их отношения постоянно вмешивается «Э», что заставляет их врать друг другу. В день, когда исчезла Элисон, употребляла амфетамины. В конце третьего сезона присоединяется к «Э», чтобы узнать больше о «Красном плаще» и о смерти своего парня Тоби Кавано. Однако, Тоби находит её, и после долгих объяснений они снова начинают встречаться. Была похищена «Э», но была спасена. После этого страдает бессонницей. Спустя 5 лет встречается с Калебом, но видит, что они с Ханной по-прежнему любят друг друга и уступает. Испытывает чувства к Тоби, но не хочет мешать его новым отношениям.
- Ханна Марин (исполнитель Эшли Бенсон) — на момент начала сериала Ханна является самой популярной девушкой в школе. Раньше Ханна имела проблемы с лишним весом и была застенчивой и малопривлекательной. Но после исчезновения Элисон она кардинально меняется и, можно сказать, занимает её место. Лучшей подругой является Мона, которая, так же как и Ханна, была непривлекательной и непопулярной, но очень кардинально меняется. Позже Ханна становится менее заинтересована в популярности и воссоединяется со старыми подругами. Имеет проблемы с полицией, попадаясь на воровстве, это происходит из-за недостатка внимания отца, который ушёл из семьи. Переживает из-за предательства Моны. Встречается с Калебом, которому очень часто помогает. Например, с матерью. В 4 сезоне расстаются, Ханна начинает встречаться с Тревисом, который помог ей оправдать мать. Вскоре опять стала встречаться с Калебом. Была похищена «Э», но сумела выбраться. Спустя 5 лет имеет жениха, но бросает его из-за чувств к Калебу. В конце беременна от него.
- Ария Монтгомери (исполнитель Люси Хейл) — возвращается в город с матерью Эллой, отцом Байроном и младшим братом Майком после года, проведённого в Исландии. Она знала, что у её отца был роман, но держала это в тайне от матери и брата. Но позже мать узнаёт об этом из письма от некого «Э» и временно переезжает. Также у Арии связь с её учителем английского Эзрой Фитцем (Фитцжеральдом), с которым они познакомились случайно, в пабе. Но после долгих раздумий на тему отношений «ученик-учитель» Ария решает порвать отношения с Эзрой, что даётся ей нелегко, но позже они возобновляют отношения. Встречалась с Эндрю в конце 5 сезона. Вместе с подругами была похищена «Э», но сумела выбраться. Спустя 5 лет тоже имеет новые отношения и работает в редакции. Помогает Эзре написать новую книгу, из-за чего их отношения возобновятся и вскоре они женятся.
- Эмили Филдс (исполнитель Шей Митчелл) — послушная дочь своих родителей, профессионально занималась плаванием. Живёт в основном с матерью, так как отец военный. Знакомится с новой девушкой в городе, Майей Сен-Жермен, семья которой поселилась в доме пропавшей Элисон. После долгих раздумий понимает, что является лесбиянкой. Начинает встречаться с Майей. Позже сталкивается с проблемой переезда в Техас, чтобы жить с отцом. Вскоре её девушку Майю убивает бывший парень Майи, Линдон Джеймс, из-за ревности к Эмили. Во время попытки Линдона убить Эмили и Пейдж, Эмили вонзает в него нож, рана оказывается смертельной. Спустя долгое время Эмили стала встречаться с пловчихой — Пэйдж. В 5 сезоне Пейдж уехала и им пришлось расстаться. Была похищена «Э», но выбралась. Спустя 5 лет решила продать свою яйцеклетку, из-за чего «Э» оплодотворил её и поместил в Элисон. В результате у них с Элисон родились близнецы и они признались в чувствах друг к другу.
- Элисон Дилаурентис (исполнитель Саша Питерс) — харизматичная личность, являлась центром компании и её лидером. Пропадает с ночного девичника непонятным образом, спустя год находят её тело. Всем 4 девушкам нравилось с ней дружить, но не всегда нравилось то, как она порой обращалась с ними, она могла быть чересчур прямой и даже грубой. Она знала все их секреты, о которых никто больше не знал. И спустя несколько лет после её смерти никто до сих пор не знает, что же с ней случилось. В 13 серии 4 сезона оказалось, что она жива. В 5 сезоне была обвинена в убийстве Моны, и какое-то время была в тюрьме. Но вскоре оказалось, что Мона жива. Спустя 5 лет вышла замуж и работает преподавателем в школе. Её муж оказывается в группе «Э». Родила 2х близнецов и призналась в чувствах к Эмили.
- Мона Вондервол (исполнитель Джанель Пэрриш) — на момент начала сериала Мона также является популярной девушкой в школе вместе со своей лучшей подругой Ханной. Раньше была непривлекательной и непопулярной, носила очки и поддавалась нападкам со стороны Элисон. После исчезновения Элисон кардинально меняется и начинает дружить с Ханной. Мона оказывается самым первым «Э» . Доктор Салливан говорит, что Мона жила в постоянном состоянии повышенной активности. Адреналин подскакивал, это позволяло расширяться её чувствам и её высокому уровню интеллекта подпитывать способность Моны казаться для всех всезнающей и вездесущей. После выхода из лечебницы Мона сама становится жертвой «Э» и оказывается в «одной лодке» с девочками. В пятом сезоне предполагалось что она умерла. Но вскоре оказалось, что она была похищена «Э». Спустя 5 лет оказалась очень успешна. В конце закрывает Мэри и Алекс Дрейк в кукольном домике.
- Тоби Кавано (исполнитель Кигэн Аллен) — сводный брат Дженны Маршалл. Имеет незавидную репутацию в школе, да и в городе тоже. После того, как он становится партнёром Эмили по лабораторной работе, они начинают лучше общаться. Позже Спенсер начинает помогать ему с французским, и он влюбляется в неё. Они начинают встречаться, хотя это не нравится родителям Спенсер. В течение этих отношений у них со Спенсер на пути встаёт «Э», который заставляет Тоби предать Спенсер, но он это делает только ради её защиты. Спенсер узнает все и они возобновляют отношения. Становится лучшим другом Калеба. Спустя 5 лет начинает встречаться с другой девушкой по имени Ивонн (исполняет Кара Ройстер), дочерью политика. После её смерти разбит. Из-за пропажи Спенсер, понимает что любит её. Именно он смог отличить Спенсер и Алекс.
- Эзра Фитц (исполняет Иэн Хардинг) — учитель английской литературы. В университете была возлюбленная, с которой они хотели пожениться. Случайно познакомился с Арией в пабе и с тех пор они начали тайно встречаться. Во втором сезоне они признались родителям Арии в своих чувствах, на что мистер и миссис Монтгомери отреагировали весьма негативно. У Эзры есть сын Малькольм от бывшей девушки, о котором он долгое время не знал. Потому что это от него скрывала его мать. Из-за ситуации с вновь обретенным сыном и его бывшей, а также во избежание проблем из-за своего несовершеннолетия и отношений «ученик-учитель», Ария принимает решение порвать с Эзрой. Однако затем оказывается, что отцом Малькольма на самом деле является не Эзра. Пишет книгу об Элисон и девочках. В книге ведет своё расследование по поводу того, кто «Э», подозревая в этом маму Элисон. Встречался с Элисон в прошлом. Спустя 5 лет находится в депрессии из-за похищения своей девушки. Женится на Арии в конце.
- Калеб Риверс (исполняет Тайлер Блэкберн) — парень Ханны, которого она на время приютила у себя. Хакер, которого наняла Дженна и подослала к девушкам. Позже помогает девушкам и становится объектом «Э». Ханна помогает воссоединиться ему с матерью, а потом и с отцом. Становится лучшим другом Тоби и в тайне ото всех пытаются найти «Э». Позже, после отъезда Калеба в Рэйвенсвуд, Ханна и Калеб расстались. После возвращения Калеба из Рэйвенсвуда они снова начинают общаться, а потом и встречаться. Спустя 5 лет встречается со Спенсер, но понимает что любит Ханну.
- Сиси Дрейк / Шарлотта Дрейк / Чарльз Дилаурентис(исполнитель Ванесса Рэй) — подруга Элисон, о которой девушки даже не подозревали. Именно ей Эли доверяла все свои секреты. Встречалась с братом Элисон, Джейсоном. Также встречалась с Уилденом и боялась его. Именно она была красным плащом и той, кто убил Уилдена. Дралась с Арией и упала вниз, после чего её тело исчезло. На самом деле является двоюродным братом Элисон и Джейсона — Чарльзом, которого усыновили родители Элисон. В детстве пытался убить Элисон, из-за чего его отдали в Редли. Дружил с Бетани Янг. Хотел стать девушкой, в результате чего сделал операцию по смене пола и стал Шарлоттой. После разоблачения Моны забрала её игру и стала главным «Э».
- Элла Монтгомери (исполняет Холли Мари Комбс) — мать Арии. Становится учителем в школе. Сначала негативно относится к отношениям Арии и Эзры. Потом меняет гнев на милость. Это становится одной из причин развода с Байроном. По просьбе Арии начинает знакомиться с людьми по интернету. Встречается с владельцем кафе и уезжает с ним в другой город. Расстается с ним, после того как узнает, что он приставал к Ханне. Вскоре опять выходит замуж за Байрона.
- Байрон Монтгомери (исполняет Чад Лоу) — отец Арии. Работает в колледже. Против того, чтобы Ария встречалась с Эзрой. Имел любовницу среди своих студентов. Развелся с женой и снова встречался с той же студенткой. Через некоторое время, опять женился на Элле.
- Эшли Мэрин (исполняет Лора Лейтон) — мать Ханны, которая ради неё начинает встречаться с Уилденом. Во время очередного шантажа сбивает его и уезжает. Позже встречается с ним, имея при себе пистолет, взятый из стола отца Ханны. Попадает под подозрение и садится в тюрьму. Выходит из тюрьмы, когда находится очевидец, видевший Сиси после отъезда Эшли.
- Вероника Хастингс (исполняет Лесли Фера) — мать Спенсер, которая всё время ставит Мелиссу ей в пример. Является адвокатом. До сих пор не проиграла ни одного дела, за которое взялась. Считает, что главное - это репутация, поэтому так за неё борется. Именно из-за этого удочерила Спенсер и старалась скрыть правду о её рождении.
- Питер Хастингс (исполняет Нолан Норт) — отец Спенсер, Мелиссы, а также Джейсона Дилаурентис и Алекс Дрейк. Считает, что нет проблем, которые бы он не смог решить своими деньгами. Долгое время был роман с Джессикой Дилаурентис.
- Пэм Филдс (исполняет Ниа Пиплз) — мать Эмили. Сначала негативно относилась к ориентации Эмили и её отношениям с Майей. Позже её отношения с дочерью налаживаются.
- Дженна Маршалл (исполнитель Таммин Сурсок) — является младшей сводной сестрой Тоби Кавано. Потеряла зрение из-за злой шутки Элисон ДиЛаурентис, которая предназначалась для её сводного брата. Она подожгла гараж (в котором должен был быть Тоби) с помощью фейерверков, тем самым ранив Дженну и лишив зрения. В прошлом Маршалл испытывала чувства к Тоби, в подтверждение этому есть видео. Позже находилась во многих отношениях, которые в основном были для её собственной выгоды.
- Джейсон Дилаурентис (исполнили Паркер Бэгли и Дрю Ван Эккер) — старший брат Элисон. Всё лето пил и принимал наркотики со своими друзьями, буквально не замечая сестру. После роковой ночи, когда пропала Элисон, стал сожалеть об этом. Является единокровным братом Спенсер и Мелиссы по отцу.
- Лукас Готтесман (исполняет Брендан Робинсон) — неуверенный в себе человек, который всегда страдал от насмешек Элисон. Друг Ханны. Именно он вернул Калеба в город, после того, как они с Ханной поссорились. Является жертвой, которого шантажировал «Э». Именно из-за «Э» он покидает школу и переводится на домашнее обучение. Спустя 5 лет является очень успешным и помогает Ханне с работой.
- Майк Монтгомери (исполняет Коди Кристиан) — младший брат Арии, который часто ругается с ней. Очень переживал из-за ссор родителей, тем самым пошёл на необдуманные поступки, из-за которых и имел проблемы с полицией, после родители отправляют его к психологу, который прописывает ему таблетки. Позже, когда его друг по команде говорит, что переспал с Арией, становится на её защиту, и их отношения налаживаются. В прошлом ему нравилась Ханна. Встречался с Моной.
- Ноэль Канн (исполняет Брэнт Догерти) — встречался с Арией, а затем выступал против девушек, всячески подкалывая их в школе. Встречался с Моной. Потом его девушкой стала Дженна. В ночь на Хеллоуин подрался с Тоби, из-за чего и было найдено похищенное тело Элисон. Член команды «Э», мучивший девушек в кукольном домике. Спустя 5 лет нападает на девушек, но погибает.
- Мелисса Хастингс (исполняет Торри Девито) — старшая сестра Спенсер. Была влюблена в Йена и Рена, которые потом начали ухаживать за Спенсер. Пыталась прикрыть Йена, говоря, что беременна от него. Ненавидела Элисон. Являлась неофициальным членом НАТ-клуба. Была в одной команде с Дженой, Шаной и Уилденом. Несмотря на все разногласия со Спенсер, любит её.
- Рен Кингстон (исполняет Джулиан Моррис) — бывший жених Мелиссы, который расстался с ней после поцелуя со Спенсер. В течение сериала периодически проявляет свои чувства к Спенсер. Доктор, работал волонтером в Редли. Член команды «Э» и парень Алекс Дрейк (из-за того, что она близнец Спенсер). Был убит ей, когда понял, что она хочет занять место Спенсер.
- Майя Сен-Жермен (исполняет Бьянка Лоусон) — девушка, переехавшая в дом Элисон. Стала встречаться с Эмили. Позже была найдена мертвой во дворе Эмили. Убита своим бывшим парнем.
- Пэйдж Маккалерс (исполняет Линдси Шоу) — лучшая из команды по плаванию. Сначала избегала Эмили, но потом начала с ней встречаться. Призналась родителям, что она лесбиянка. Ненавидит Элисон. Пытается вернуть Эмили после расставания.
- Йен Томас (исполняет Райан Мерриман) — встречался с Мелиссой, а потом ему понравилась Спенсер, после чего расстался с Мелиссой. После возвращения в Розвуд вновь завязывает отношения с Мелиссой и женится на ней. Также он встречался с Элисон и именно он снимал видео с девочками. На колокольне пытался убить Спенсер, но Элисон сбросила его вниз с колокольни.
- Даррен Уилден (исполняет Брайс Джонсон) — полицейский, расследовавший дело Элисон. Задержал Ханну из-за грабежа, после чего начал встречаться с её матерью. Слишком сильно давил на девушек. Встречался с матерью Ханны. Именно он убил Гарета и положил Арию с ним вместе в гроб, после чего пытался скинуть с поезда. Эмили предполагала, что Элисон была от него беременна. Позже выясняется, что он встречался с Сиси, и она его боялась. Был убит Сиси.
- Гарет Рейнольдс (исполняет Яни Джеллман) — офицер полиции. Член НАТ-клуба и парень Дженны. Как и все члены клуба ненавидел Элисон. Был обвинён в убийстве Элисон, но освобожден благодаря Веронике Хастингс. На Хеллоуин говорит Спенсер, что не убивал Элисон. Потом его находят мертвым.
- Кеннет Дилаурентис (исполняет Джим Абеле) — отец Элисон. Скрывал от всех существование Чарльза и то, что он является братом Элисон и Джейсона.
- Сара Харви (исполняет Дрэ Дэвис) — пропала без вести в то же время, как и Эли. Живет у Эмили. Именно она является Красным плащом и Черной вуалью.
- Лэсли Стоун (исполняет Элизабет Маклафлин) — подруга Моны. Подозревалась как «Э».
- Эндрю Кэмпбел (исполняет Брэндон Джонс) — встречался с Арией в конце 5 сезона. Следил за девочками и был обвинен в их похищении. Они считали его главным «Э». Вскоре был отпущен, в связи с недостатком улик.
- Джессика Дилаурентис- мать Чарльза, Джейсона и Элисон. Позже оказалось, что является тётей Чарльза. Очень любила Элисон и потакала её капризам. Всячески помогала Чарльзу, вплоть до того, что закопала Элисон в саду, думая что Чарльз убил её. Была отравлена сестрой.
- Мэри Дрейк- биологическая мать Чарльза, Спенсер и Алекс. Сестра-близнец Джессики Дилаурентис. Была изнасилована Питером Хастингсом, так как он принял её за Джессику. В результате чего попала в психлечебницу «Редли» и там родила близнецов: Спенсер и Алекс. Вероника Хастингс знала только о рождении Спенсер и забрала её домой как свою дочь. Алекс попала в детский дом.
- Алекс Дрейк- сестра близнец Спенсер, которую нашёл Рен в баре. Завидовала жизни Спенсер и хотела занять её место. Именно она стала главным «Э» после смерти Сиси.
- Шана Фринг — подруга детства Элисон. В летнем лагере встречалась с Пейдж. Член команды по плаванию «Красные дьяволы». Переходит в школу Розвуд, чтобы присоединиться к «Акулам». Потом начала встречаться с Дженной, об этом просила Элисон. Для защиты Дженны присоединяется к команде «Э». Стреляла в Эзру, когда тот пытался защитить девочек в Нью-Йорке. Была убита Арией.

## Эпизоды
| Сезон | Сезон | Эпизоды | Оригинальная дата показа | Оригинальная дата показа | Рейтинг Нильсена | Рейтинг Нильсена |
| Сезон | Сезон | Эпизоды | Премьера сезона          | Финал сезона             | Зрители (млн)    | Доля (18-49)     |
| ----- | ----- | ------- | ------------------------ | ------------------------ | ---------------- | ---------------- |
|       | 1     | 22      | 8 июня 2010              | 21 марта 2011            | 2,87             | 1,0              |
|       | 2     | 25      | 14 июня 2011             | 19 марта 2012            | 2,68             | 1,0              |
|       | 3     | 24      | 5 июня 2012              | 19 марта 2013            | 2,59             | 1,1              |
|       | 4     | 24      | 11 июня 2013             | 18 марта 2014            | 2,53             | 1,1              |
|       | 5     | 25      | 10 июня 2014             | 24 марта 2015            | 2,01             | 0,9              |
|       | 6     | 20      | 2 июня 2015              | 15 марта 2016            | 1,72             | 0,8              |
|       | 7     | 20      | 21 июня 2016             | 27 июня 2017             | 1.11             | 0.6              |